# Prix Michel-Sarrazin
Le prix Michel-Sarrazin est remis en l'honneur de Michel Sarrazin (1659-1734) qui a été le premier scientifique canadien. 
Le prix Michel-Sarrazin est remis annuellement par le Club de recherche clinique du Québec à un scientifique québécois chevronné qui, par son dynamisme et sa productivité, a contribué de façon importante à l'avancement de la recherche biomédicale.

## Lauréats
Source: CRCQ
- 1977 - Michel Chrétien
- 1978 - Jean-Marie Delage
- 1979 - Guy Lemieux
- 1980 - Charles Philippe Leblond
- 1981 - René Simard
- 1982 - Louis Poirier
- 1983 - André Barbeau
- 1984 - Jacques R. Ducharme
- 1985 - André Lanthier
- 1986 - Claude Fortier
- 1987 - Domenico Regoli
- 1988 - Charles Scriver
- 1989 - Serge Carrière
- 1990 - Fernand Labrie
- 1991 - Étienne LeBel
- 1992 - Réginald Nadeau
- 1993 - Claude C. Roy
- 1994 - Jacques Leblanc
- 1995 - Clarke Fraser
- 1996 - Jacques Genest
- 1997 - Samuel Solomon
- 1998 - Jacques de Champlain
- 1999 - Claude Laberge
- 2000 - Martial Bourassa
- 2001 - Jean Davignon
- 2002 - Brenda Milner
- 2003 - Peter T. Macklem
- 2004 - Francis Glorieux
- 2005 - Pavel Hamet
- 2006 - Marek Rola-Pleszczynski
- 2007 - Rémi Quirion
- 2008 - Serge Rossignol
- 2009 - Jacques P. Tremblay
- 2014 - Roger Lecomte
- 2015 - Claude Perreault
- 2016 - Michel G. Bergeron
- 2017 - Anne-Marie Mes-Masson
- 2018 - William D. Fraser

## Référence
- Prix Michel-Sarrazin